# Nephrolepis hirsutula
Nephrolepis hirsutula är en spjutbräkenväxtart som först beskrevs av Georg Forster, och fick sitt nu gällande namn av Presl. Nephrolepis hirsutula ingår i släktet Nephrolepis och familjen Nephrolepidaceae. Inga underarter finns listade.